# Rupert Graves
Rupert Graves (Weston-super-Mare, North Somerset, Inglaterra; 30 de junio de 1963) es un actor británico de cine, teatro y televisión.

## Biografía
Es hijo de Richard Harding Graves (profesor de música y músico) y de Mary Lousilla Roberts (coordinadora de viajes). 
En 1987 comenzó a salir con una joven llamada Yvonne, con quien estuvo por casi trece años; sin embargo, la relación terminó en 2000. Poco después, en septiembre de 2000, conoció y comenzó a salir con una coordinadora de producción australiana llamada Suzanne "Susie" Lewis, con quien se casó en 2001 y tiene cinco hijos: Joseph, Ella, Noah, Isaac y Zoe Graves.

## Carrera
Entró por primera vez al mundo del entretenimiento a la edad de quince años, cuando abandonó sus estudios secundarios en la Wyvern Secondary School para convertirse en un payaso de circo.
Se hizo conocido con dos películas dirigidas por James Ivory que eran sendas adaptaciones de novelas de E. M. Forster: A Room with a View (Una habitación con vistas) (1985) y Maurice (1987). Luego participó en filmes como A Handful of Dust (El matrimonio de lady Brenda) (1988), Different for Girls (1996) e Intimate Relations (1996). 
Su papel en Intimate Relations le hizo ganar el premio al mejor actor en el Festival de Cine de Montreal en 1996. También logró reconocimiento como la versión joven de Jolyon Forsyte en la producción de la ITV llamada The Forsyte Saga (2002). 
Ha ganado elogios por su trabajo en el teatro, que incluyen papeles en Broadway en las obras Closer (2000) y The Elephant Man (El Hombre Elefante) (2002). 
Uno de sus papeles favoritos es el de Presley Stray en The Pitchfork Disney, de Philip Ridley, estrenada en el teatro Bush de Londres en 1991, con el que obtuvo el premio Bass Charrington al mejor actor.
Ha adquirido popularidad en los últimos años por su participación en la exitosa serie televisiva de la BBC Sherlock, en la que interpreta al inspector Greg Lestrade.

## Filmografía

### Cine
- 1983 Good and Bad at Games (película para televisión) - director: Jack Gold
- 1985 A Room with a View (Una habitación con vistas) - director: James Ivory
- 1987 Maurice (Maurice) - director: James Ivory
- 1988 A Handful of Dust (El matrimonio de lady Brenda) - director: Charles Sturridge
- 1990 The Plot to Kill Hitler (película para televisión) - director: Lawrence Schiller
- 1991 Where Angels Fear to Tread - director: Charles Sturridge
- 1992 Damage - director: Louis Malle
- 1994 The Madness of King George (La locura del rey Jorge) - director: Nicholas Hytner
- 1996 Intimate Relations - director: Philip Goodhew
- 1996 Different for Girls - director: Richard Spence
- 1996 Tenant of Wildfell Hall - director: Mike Barker
- 1997 Bent - director: Sean Mathias
- 1997 Mrs. Dalloway - directora: Marleen Gorris
- 1998 Sweet Revenge - director: Malcolm Mowbray
- 1999 Dreaming of Joseph Lees - director: Eric Styles
- 1999 Cleopatra - director: Franc Roddam
- 2000 Una cama a cualquier precio - director: Khaled El Hagar
- 2004 Pride (película para televisión - voz) - director: John Downer
- 2006 V for Vendetta - director: James McTeigue
- 2007 Death at a Funeral - director: Frank Oz
- 2007: Intervention - directora: Mary McGuckian
- 2007: The Waiting Room - director: Robert Goldby
- 2007 Clapham Junction (película para televisión) - director: Adrian Shergold
- 2008 God on Trial (película para televisión) - director: Andy de Emmony
- 2010: Made in Dagenham - director: Nigel Cole
- 2012: Fast Girls - director: Regan Hall
- 2015: Bone in the Throat - director: Graham Henman
- 2018: Silencio - Director: Lorena Villarreal

- 2020: Emma - directora: Autumn de Wilde[3]

### Series de televisión
- 1987 Fortunes of War (miniserie para televisión) - director: James Cellan Jones
- 2002 The Forsyte Saga (miniserie para televisión) - directores: Christopher Menaul y Dave Moore
- 2003 Charles II: The Power and the Passion (miniserie para televisión) - director: Joe Wright
- 2005 Spooks (serie para televisión) - director: David Wolstencroft
- 2008 Ashes to Ashes (serie para televisión: 1 episodio) - director:
- 2008 Midnight Man (miniserie para televisión) - director: David Drury
- 2008 Waking the Dead (serie para televisión: 2 episodios) - director:
- 2008 Son of the Dragon (miniserie para televisión) - director: David Wu
- 2010 New Tricks (serie para televisión: 1 episodio)
- 2010-2017 Sherlock (serie para televisión)
- 2012 Secret State (miniserie de televisión)
- 2012 Doctor Who (Un episodio: Dinosaurs on a Spaceship)
- 2013 The White Queen (serie para televisión: 5 episodios)
- 2016 The Family (serie para televisión)
- 2019 Riviera (serie de televisión: 1 temporada)

### Como director, escritor y editor
- 2010 Jeremywolf (cortometraje) - director, escritor y editor
- 2000 Checkout Girl (cortometraje) - director y escritor

## Premios y nominaciones
| Año  | Categoría   | Premio           | Película           | Resultado |
| ---- | ----------- | ---------------- | ------------------ | --------- |
| 1996 | Mejor actor | Gold Logie Award | Intimate Relations | Ganador   |